# Byspredning
Byspredning (engelsk: Urban Sprawl) er et begreb man bruger om byer der vokser i områder der ikke har været beboet før. Denne vækst sker, når ændringen i arealudnyttelsen sker hurtigere end befolkningsvæksten. Generelt sker denne vækst uden hensyn til den allerede planlagte vækst, kaldt byplanlægning. Mange folk er uenige om den nøjagtige definition af byspredning, og hvordan man måler det.
Udtrykket byspredning er meget politisk og har næsten altid en negativ konnotation (normalt den ukontrollerede vækst af en by).